# 上劳伊克
上劳伊克，是匈牙利佐洛州所辖的一个村，总面积20.55平方公里，总人口740，人口密度36.0人/平方公里（2010年1月1日）。